# Uninhabited Planet Survive!
Uninhabited Planet Survive! (яп. 無人惑星サヴァイヴ, неоф. русск. «Выжить на необитаемой планете») — аниме-сериал производства студии Madhouse, вышедший в 2003 году. Повествует о группе школьников из будущего в попытке выжить на необитаемой планете. Состоит из 52 серий.

## Сюжет
Действие происходит в достаточно далеком будущем, когда роботы и антигравитация стали привычными явлениями, а всё население живёт не на Земле, а в искусственно созданных колониях. Главная героиня, 14-летняя сирота Луна и группа её одноклассников терпят крушение на необитаемой планете в ходе школьной экскурсии. Но действительно ли планета необитаема? Чтобы выжить героям придется воспользоваться способностями каждого из них, научиться жить вместе и проявить недюжинную силу духа.

## Роли озвучивали
- Юкико Ивай — Луна
- Киёэ Коидзука — Чако
- Мабуки Андо — Менори
- Нахоко Киносита — Шарла
- Акира Исида — Говард
- Дзюнко Минагава — Синго
- Мицуаки Мадоно — Каору
- Акимицу Такасэ — Белл
- Кадзуми Окусима — Адам